# Dankó Pista
Dankó István, művésznevén Dankó Pista (Szeged-Fölsőtanya [ma: Szatymaz], 1858. június 14. – Budapest, 1903. március 29.) magyar cigánymuzsikus, nótaszerző.

## Élete
Szülőházának helyéül egyes források a szegedi Fölsőváros cigányfertályán, a Hangász utcában állott házat (a mai Bihari utca 13. sz. helyén) jelölik meg, míg mások Szeged-Fölsőtanyára (ma: Szatymaz) teszik. Szülei, Dankó István és Mijó Rozália első gyermekeként látta meg a napvilágot, mindössze kilencéves volt, amikor édesapját elvesztette. Vele együtt három húga, Irén, Etel és Róza maradtak még félárván.

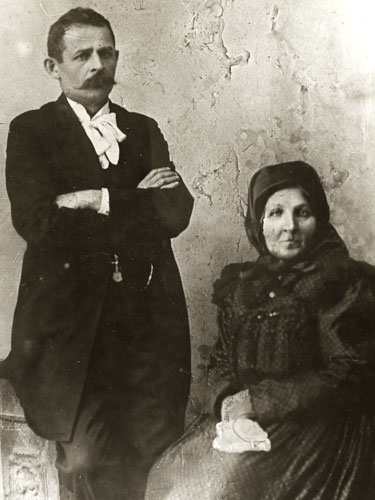
Dankó Pista és édesanyja

Apja halálát követően nem folytathatta az iskolát. Három elemit: egy református, meg egy lutheránus osztályt végzett el. Szeretett olvasni, gyakran kért kölcsön könyveket diáktársaitól, később saját könyvtára is lett. Leginkább id.,Alexandre Dumas, Victor Hugo és Jókai Mór műveit kedvelte.
Erdélyi Náci két hónapig tanította hegedülni, hamarosan azonban munkát kellett vállalnia: vályogvetőként kereste kenyerét. Virtuóz ugyan nem lett, de kortársai beszámolói szerint szívéből jött a zene, amikor játszott.
15 éves volt, amikor szülőfalujában megszervezte cigányzenekarát, amelynek egyben vezetője is volt. A környékbeli tanyavilágban zenéltek, mivel olcsó muzsikusokra volt kereslet, gyakran léptek fel némi pénzért, ételért vagy borért cserébe. A banda Joó Ferenc arcképfestő tanyáján is megfordult, a 17 éves, kékszemű Pista (eredeti nevén – Dankó István – soha nem szólították, mindig művésznevét használta) beleszeretett a gazda Ilonka leányába, aki 13 éves volt, de nem neki szánták. Három évvel később Pista nevében Daróczy Pál pusztai kapitány, a betyárvilág csendbiztosa kérte meg a lány kezét, de a leány apja elzavarta őket a birtokáról. Ilonka átadott egy szál rózsát Pistának a kapuban. Kétszeri sikertelen leányszöktetés után, végül harmadjára vitte oltárhoz a lányt, a kisteleki templomban (A szegedi Móra Múzeum szerint 1880. július 13-án a szegedi Belvárosi plébánián vette el Joó Ilonát (1861. február 15. – 1944. június 13.). Két gyermekük még kiskorában elhunyt, és Joó Ilonkát (halálakor már adorjáni és nagyrátonyi Ráthonyi Sándorné) első férje mellé temették el.)
Dankó dalköltészetében gyakori motívum volt a rózsa, legalább ötven nótájának címében vagy szövegében megtalálható. Számos betétdalt írt népszínművekhez, nótáinak száma közel félezerre rúg. Pósa Lajos, Gárdonyi Géza, Békefi Antal, Tömörkény István írtak szöveget a dalaihoz.
Később Szegedre került. Blaha Lujza előadása révén tettek szert népszerűségre első dalai. 1890-ben Budapestre utazott, majd 1895-ben elnyerte az Új Idők pályadíját azzal, hogy Pósa Lajos balatoni nótáit megzenésítette.
Az 1890-es években beutazta Magyarországot a daltársulatával, felléptek az Alföldön, valamint a Felvidék nagyobb városaiban, s ennek köszönhetően a német daltársulatok népszerűsége a háttérbe szorult. Megfordultak Oroszországban is, Moszkvában és Szentpétervárott játszottak. Anekdota is őrzi ottani sikereiket: az orosz cári udvarban adott koncerttel olyan sikert arattak, hogy az előadás után Miklós herceg odalépett Dankóhoz, és elismerése gyanánt a muzsikus ujjára húzta legszebb briliánsgyűrűjét. A többi vendég látva a jelenetet, rendre odament hozzá gratulálni, s Dankó mindegyik ujjára került egy-egy gyűrű. Miután megteltek a kezei, a következőt mondta egy sóhaj kíséretében: „Drága jó Istenem! Miért adtál nekünk csak tíz ujjat…?!"
A népies műzene egyetlen olyan alakja volt, akinek személyét több író és költő megörökítette. Ady Endre és Juhász Gyula verset írt hozzá, Móra Ferenc, Tömörkény István, Rákosi Viktor írásaiban is feltűnt, Gárdonyi József, Gárdonyi Géza fia megírta Dankó regényes életrajzát. 1940-ben film is készült életéről, amelyben őt Jávor Pál alakította, ez volt a kétszázadik magyar hangosfilm.
A kottaíráshoz nem értett, így dalait mások jegyezték le. Életét végigkísérte a nyomor. Tüdőbaja egyre súlyosbodott, ekkor a „Pósa-asztal" társasága indított számára gyűjtést, adományok érkeztek az egész országból a gyógyíttatására. Sanremóba küldték, ahol egy télen át kúrálták, azonban egészsége már nem tudott helyrejönni; 1903. március 29-én hunyt el, sógora budai lakásán.
Herczeg Ferenc búcsúztatta Pesten, ötszáz cigány húzta az „Eltörött a hegedűm…" című nótáját. A szegedi múzeum előtt volt felravatalozva, Pósa Lajos és Tömörkény István mondtak búcsúbeszédet koporsójánál. A Belvárosi temetőben díszsírhelyen helyezték örök nyugalomra. Szobra is készült, felállításának ügyét Pósa Lajos szervezte meg. Margó Ede szobrászművész formálta meg a dalköltő alakját, amiért honoráriumot nem kért, csupán a felhasznált márvány árát. Végül 1912. október 20-án állították fel művét, Erzsébet királyné szobrától nem messze.

## Művei

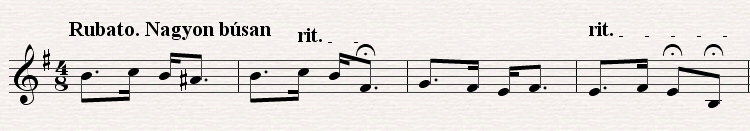
Most van a nap lemenőbe… kezdete

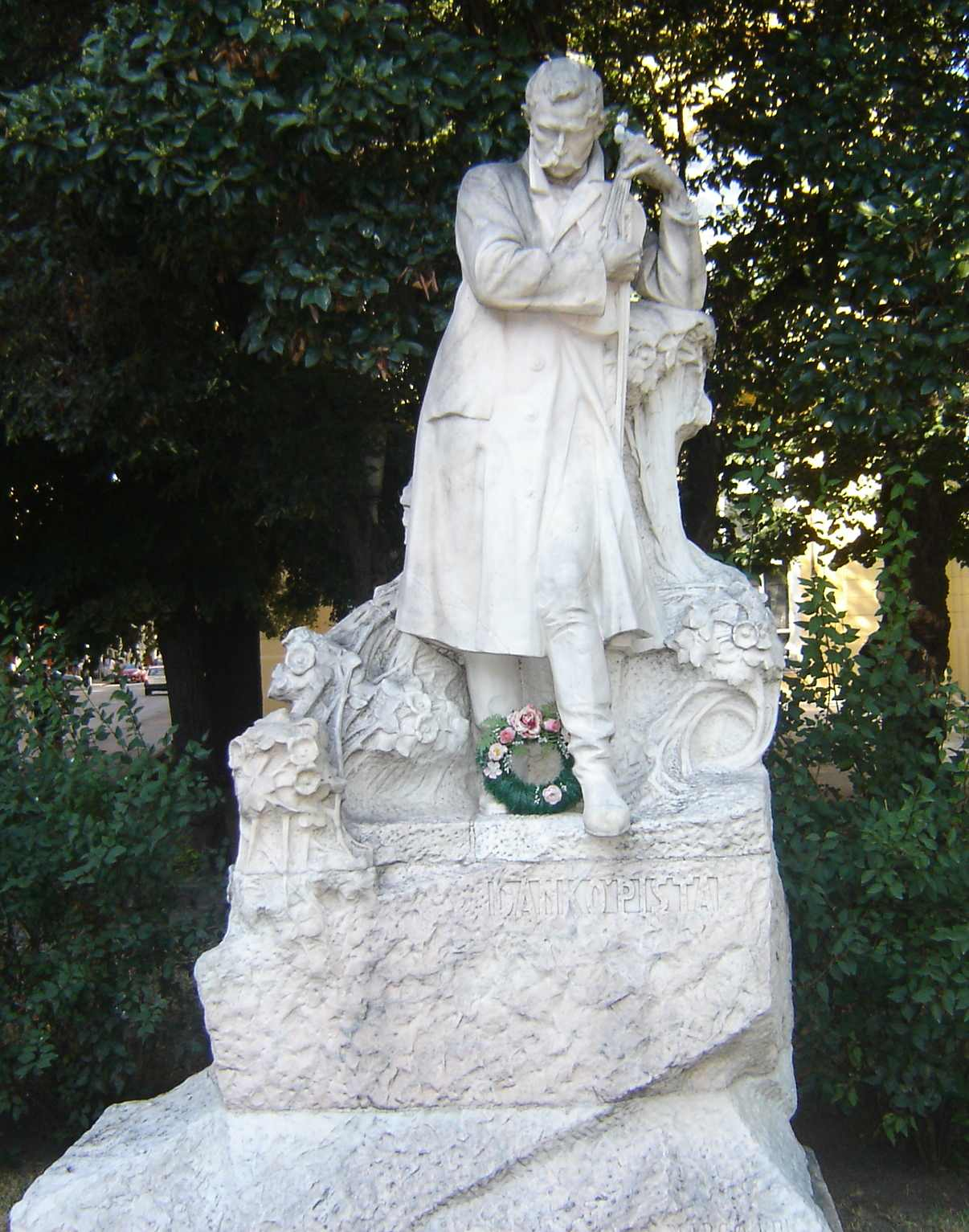
Fehér márvány szobra Szegeden (Margó Ede alkotása, 1912)

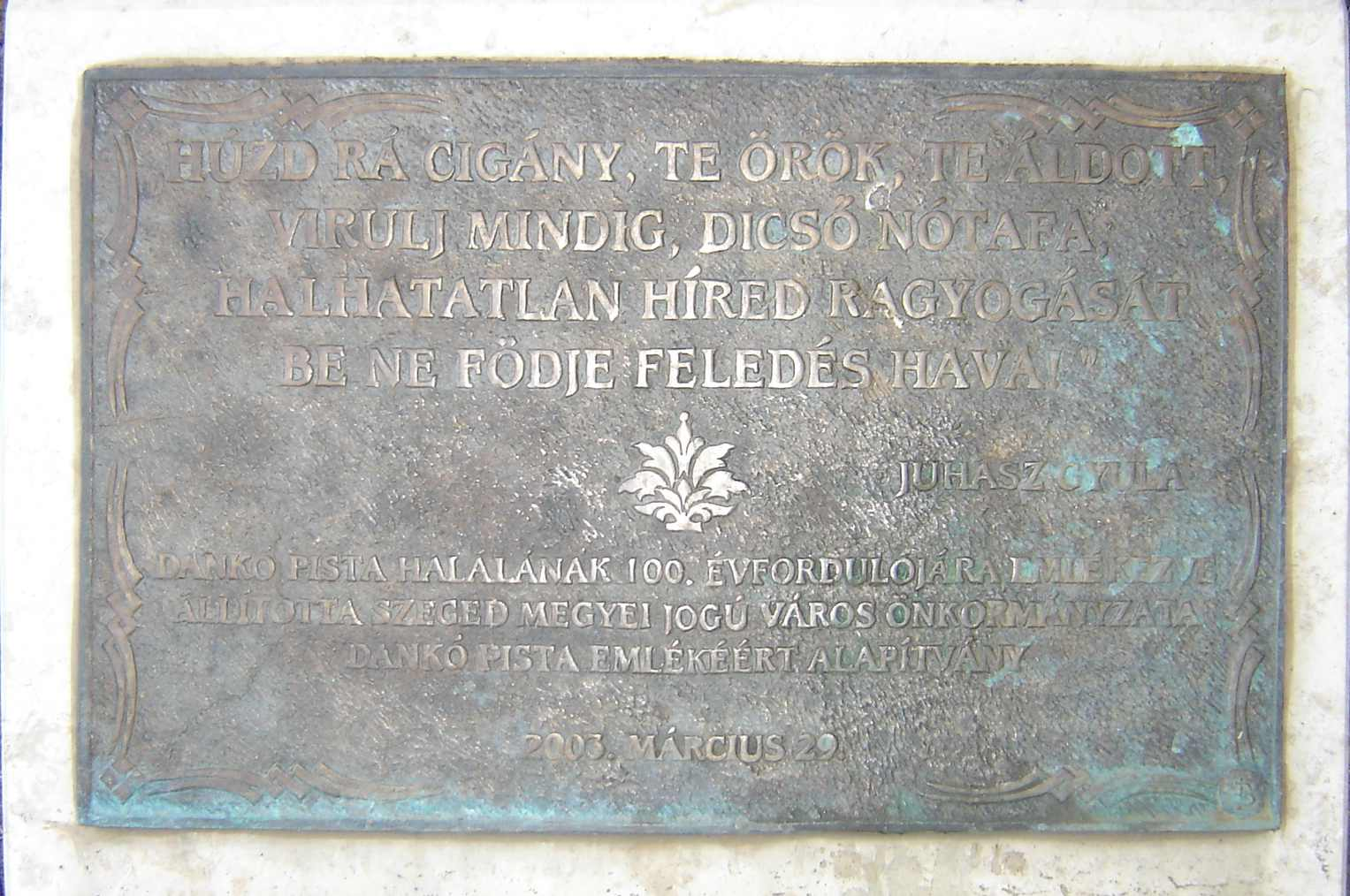
Emléktábla halálának centenáriuma alkalmából, 2003, felirata:
HÚZD RÁ, CIGÁNY, TE ÖRÖK, TE ÁLDOTT,
VIRULJ MINDIG DICSŐ NÓTAFA,
HALHATATLAN HÍRED RAGYOGÁSÁT
BE NE FÖLDELJE FELEDÉS HAVA!
JUHÁSZ GYULA
DANKÓ PISTA HALÁLÁNAK 100. ÉVFORDULÓJÁRA EMLÉKEZVE
ÁLLÍTOTTA SZEGED MEGYEI JOGÚ VÁROS ÖNKORMÁNYZATA
DANKÓ PISTA EMLÉKÉÉRT ALAPÍTVÁNY
2003. MÁRCIUS 29.

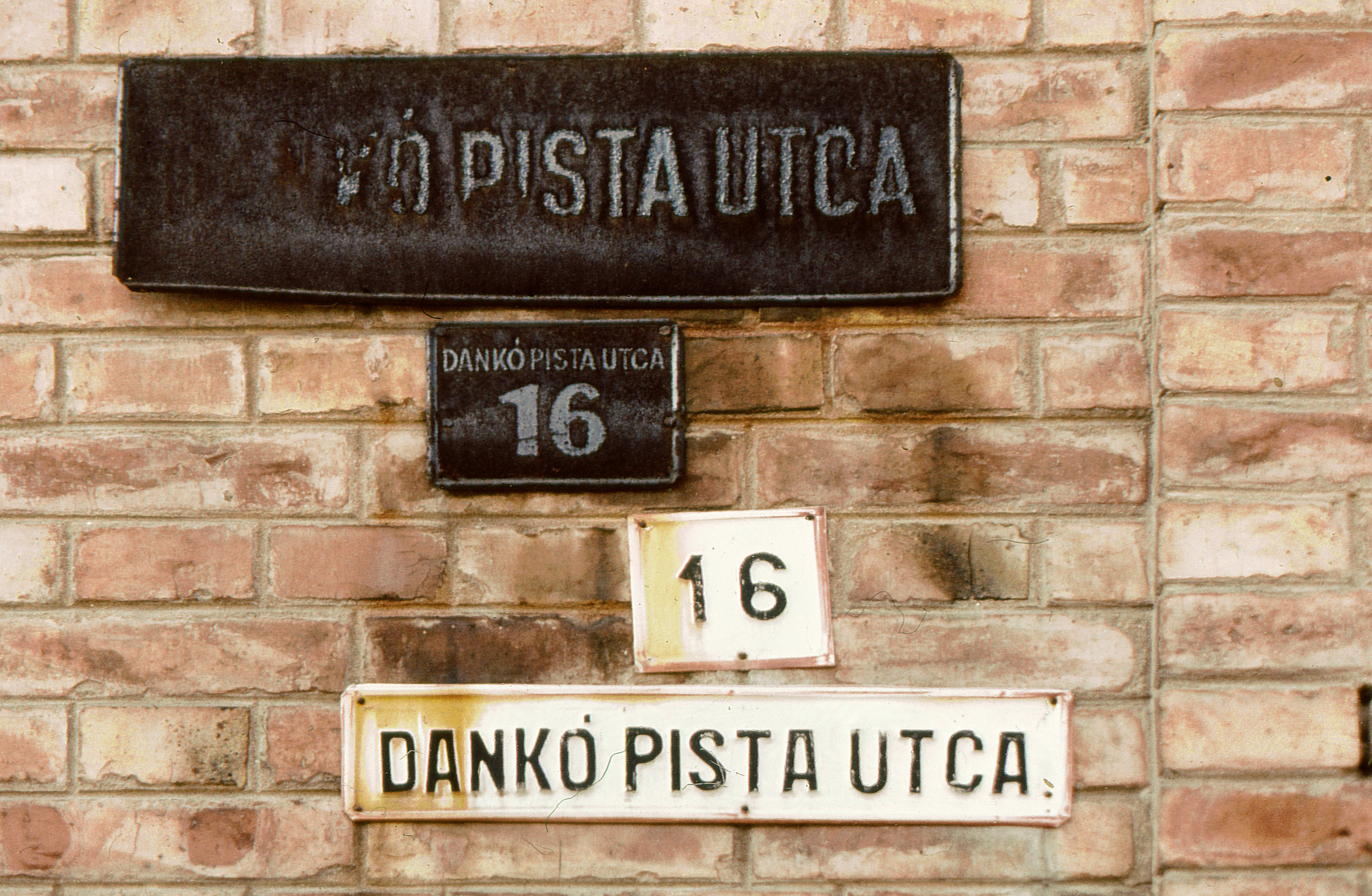
Dankó Pista nevét utca is viseli Szegeden. 1979-ben még az 1945 előtti kiírás is olvasható volt

Mintegy 400 önálló népies műdalt írt: 
- Eltörött a hegedűm[6]
- Egy cica, két cica
- Most van a nap lemenőbe
- Baka levél
- Béla cigány
- Még azt mondják, nincs Szegeden boszorkány
- Szőke kislány, csitt, csitt csitt
- Vásárhelyi sétatéren Béla cigány muzsikál
- Egy csillag se ragyog fenn az égen
- Nem átkozom ibolyakék szemedet
- Szegedében szokása a leánynak
- Ne gyónj nekem, minek gyónnál
- Hallod rózsám, Katika
- Nem vagy legény, Berci
- Nincs szebb lány a magyar lánynál
- Nincsen a császárnak olyan katonája
- Nem jó, nem jó minden este a kapuba kiállni
- Elmegyek a tengerszélre
- Búsan szól a kecskeméti öreg templom nagyharangja
- Csitt, babám!
- Az a szép, akinek a szeme kék

### Népszínművek zenéje
- A zsöllérlegény (Szeged, 1887)
- Szegény Laci (Szeged, 1888)
- A leányasszony (1889)
- Cigányszerelem (1898)
- A halász szeretője (Budapest, 1899)

## Emlékezete
A szegedi Stefánia-sétányon, a Kass Szálló előtt áll Margó Ede 1912-ben készült lírai Dankó-szobra. Margó Ede tiszteletből készítette a szobrot, csak a márványtömb árát fogadta el. Dankó Pista halálának centenáriuma (2003) alkalmából a szobor közelében emléktáblát helyeztek el, melyen Juhász Gyula Dankó Pistának című verséből olvasható egy versszak:
Húzd rá, cigány, te örök, te áldott,
Virulj mindig, dicső nótafa,
Halhatatlan híred ragyogását
Be ne födje feledés hava!
A nótakirály kalandos életéről Kalmár László rendezett mozifilmet 1940-ben, olyan sztár-színészekkel, mint Jávor Pál és Lukács Margit.
2008. június 14-én, születésének 150. évfordulóján megemlékezések voltak Szegeden, Szatymazon és másutt.
A Nyugati pályaudvar–Cegléd–Kecskemét–Kiskunfélegyháza–Szeged között naponta közlekedő InterCity viszonylatot a nótaszerző emlékére Dankó Pista IC-nek nevezték el.
Józsefvárosban 1934-ben Dankó Pista emlékére utcát neveztek el, amelynek nevét 1939-ben a környék lakóinak kérésére Dankó utcára rövidítettek. Az utca azóta is az ő nevét viseli.
Nevét viseli a Kiskőrös melletti Weinhaus borászat háromféle (vörös, fehér, ill. rosé) édes bora is.
Biriben az ő nevét viseli a cigány lakosság felzárkóztatása céljából létrejött pedagógiai intézmény, a Dankó Pista Egységes Óvoda-Bölcsőde, Általános Iskola, Szakképző Iskola, Gimnázium és Kollégium.
A Magyar Rádió 2012 decemberében a magyar nótát és operettet sugárzó csatornáját Dankó Rádiónak nevezte el.
A szegedi Dankó Pista Emlékéért Alapítvány ápolja kultuszát. 
Az első teljes Dankó Pista CD-lemezt, 35 felvétellel, a 100 Tagú Budapest Cigányzenekar közreműködésével, 1998. december 11-i, a Pesti Vigadóban rendezett gálaműsor keretében vette fel a Musica Hungarica Művészeti és Kereskedelmi Kiadó, amely meg is jelentette Éliás Tibor producer finanszírozásával. A lemezen Melis György, Bangó Margit, Bojtor Imre, Urbán Katalin, Tarnai Kiss László, Kállay Bori, Karcagi Nagy Zoltán és Tolnai András (akkor még Puporka András) énekel. Prímások: Buffó Rigó Sándor, Lendvai Csócsi József, Suki András, Jónás Géza, Kecskeméti Farkas László, Lukács Tibor. 

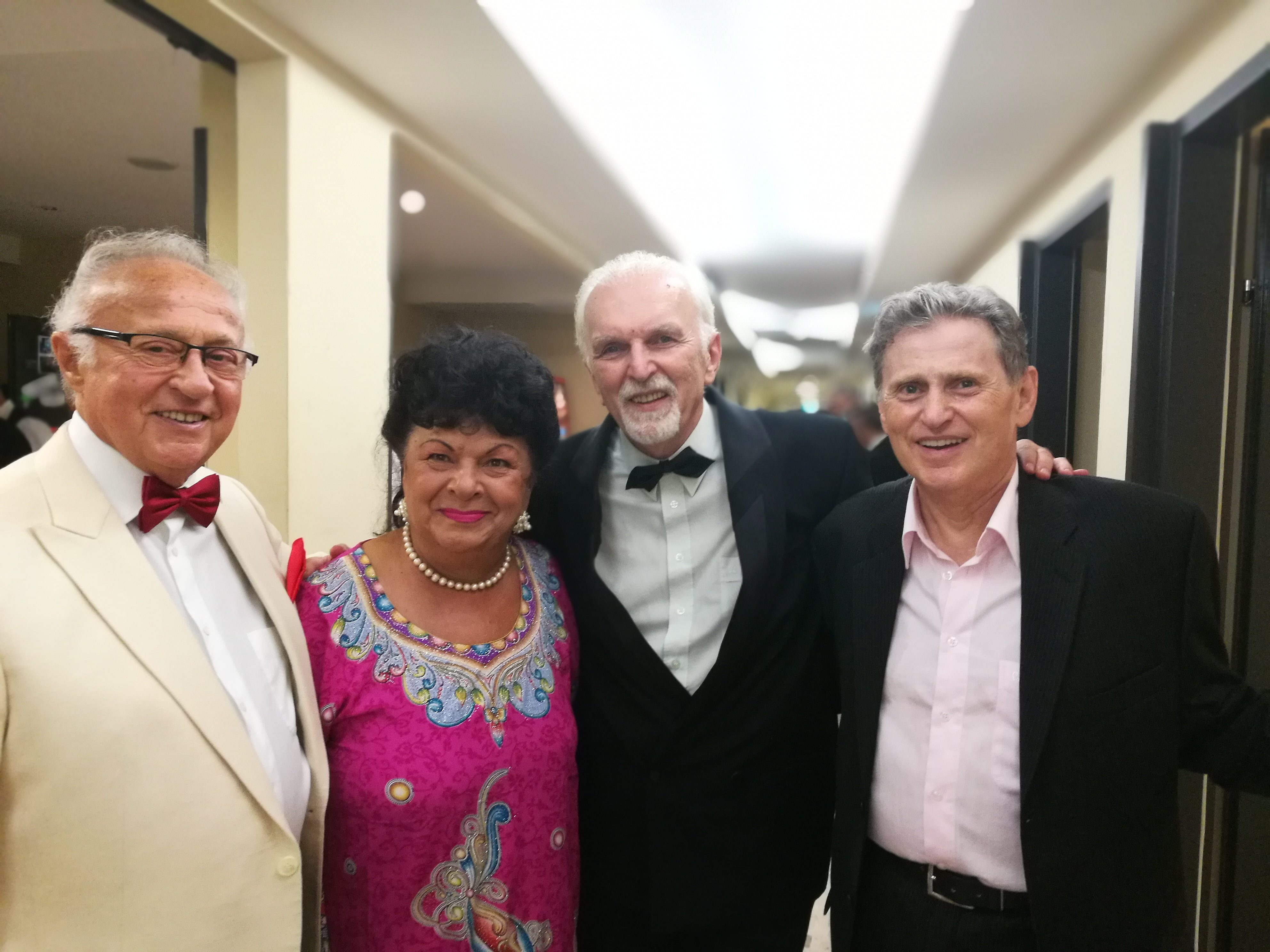
Sas József, Bangó Margit, a Dankó Pista Életmű-díjasok 2020-ban, mellettük Éliás Tibor elnök, Katona András elnökhelyettes, a Magyarnóta Szerzők és Énekesek Országos Egyesületénél

Éliás 2016 óta szervezi a „Magyarnóta Ünnepnapját” – egybekötve a Dankó Pista Életmű-díj átadásával.